# Municipio de Whitby
El Territorio no Organizado de Whitby (en inglés, Whitby Unorganized Territory) es un territorio no organizado (en inglés, unorganized territory, UT) del condado de Bottineau, Dakota del Norte, Estados Unidos. Tiene una población estimada, a mediados de 2022, de 8 habitantes.

## Geografía
La subdivisión está ubicada en las coordenadas 48°45′47″N 100°38′35″O / 48.76306, -100.64306. Según la Oficina del Censo, tiene una superficie de 93.93 km², correspondientes en su totalidad a tierra firme.

## Demografía
Según el censo de 2020, en ese momento había 13 personas residiendo en la zona. La densidad de población era de 0.14 hab./km². El 92.31 % de los habitantes eran blancos y el 7.69% era de una mezcla de razas. No había hispanos o latinos viviendo en el territorio.